# Dreißig Jahre an der Peitsche
 Dreißig Jahre an der Peitsche ist ein deutsches Dokudrama aus dem Jahr 2024 von Rosa von Praunheim über das Leben der Berliner Domina Lady MacLaine.

## Handlung
Entfremdet vom bürgerlichen und emotional unterkühlten Elternhaus landet die junge Tina im Berliner Glücksspiel- und Rotlichtmilieu. Um ihre Alkohol- und Spielsucht zu finanzieren, wird sie Domina. Fortan kennt man sie in der BDSM- und Sexarbeiterszene als Lady MacLaine.

## Notizen
Der Kinofilm hatte seine Uraufführung 2024 bei den Hofer Filmtagen.

## Rezeption
Der Filmkritiker Holger Twele schrieb: „Der von großer Sympathie und vor allem von Respekt getragene Film lässt das Leben der in Berlin lebenden Domina Lady MacLaine in nachinszenierten Spielszenen Revue passieren.“ (Weltexpresso) Eine „außergewöhnliche Lebensgeschichte voll persönlicher Krisen, Spielsucht, und der Sehnsucht nach Glück.“ (kinokino)